# Атяшевское городское поселение
Атяшевское городско́е поселе́ние — муниципальное образование в Атяшевском районе Мордовии Российской Федерации.
Административный центр — рабочий посёлок Атяшево.

## История
Статус и границы городского поселения установлены Законом Республики Мордовия от 28 декабря 2004 года № 116-З «Об установлении границ муниципальных образований Атяшевского муниципального района, Атяшевского муниципального района и наделении их статусом сельского поселения, городского поселения и муниципального района».
С июня 2020 года, кроме самого рабочего посёлка, включает сельские населённые пункты упразднённого Шейн-Майданского сельского поселения (сельсовета).

## Население
| 2002  | 2009  | 2010  | 2012  | 2013  | 2014  | 2015  |
| ----- | ----- | ----- | ----- | ----- | ----- | ----- |
| 6073  | ↘6016 | ↗6246 | ↘6183 | ↘6152 | ↘6119 | ↗6138 |
| 2016  | 2017  | 2018  | 2019  | 2020  | 2021  |       |
| ↘6095 | ↗6098 | ↘6057 | ↗6109 | ↘6063 | ↗6911 |       |

## Населённые пункты
| № | Населённый пункт     | Тип населённого пункта | Население |
| - | -------------------- | ---------------------- | --------- |
| 1 | Атяшево              | рабочий посёлок        | ↘6046     |
| 2 | Малые Манадыши       | село                   | ↘42       |
| 3 | Птицесовхоз «Сараст» | посёлок                | ↗524      |
| 4 | Шейн-Майдан          | село                   | ↘242      |